# Fennagh (comté de Carlow)
Fennagh est un village en Irlande, situé dans le comté de Carlow.